# Altenase dwarsdeeltype

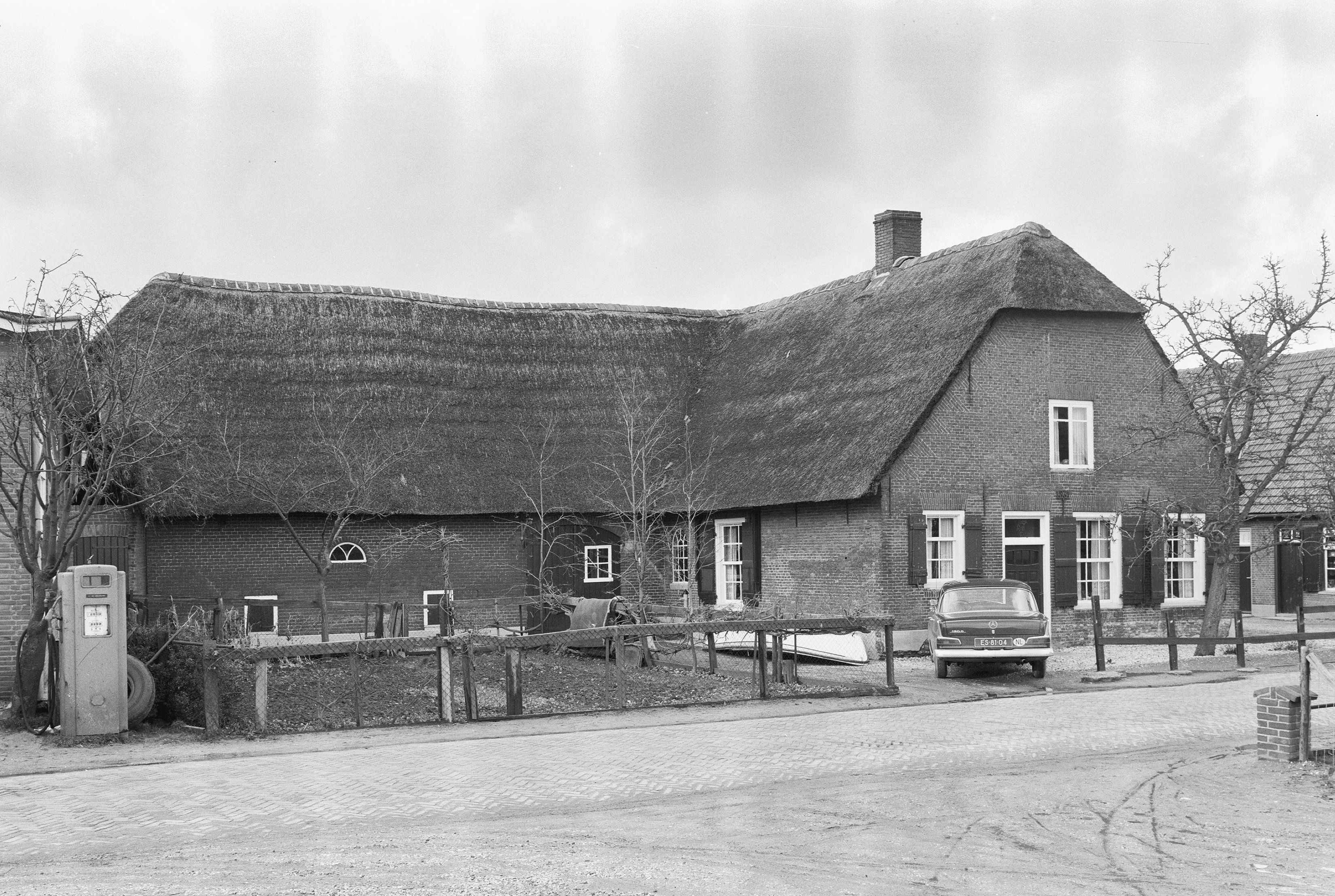
Een boerderij van het Altenase dwarsdeeltype aan Grotestraat 40 te Veen, uit 1831.

Boerderijen van het Altenase dwarsdeeltype zijn kenmerkend voor het Land van Heusden en Altena, dat zich in het rivierkleigebied bevindt.
Dit boerderijtype is voortgekomen uit de combinatie van een hallenhuisboerderij en een Vlaamse schuur. Vanaf de 17e eeuw werd een dergelijke combinatie gebezigd en hierbij vervielen enkele functies van het hallenhuis. Het resultaat was een boerderij waarbij een in steen uitgevoerd woonhuis was aaneengebouwd aan een schuurgedeelte dat in hout was uitgevoerd. Oorspronkelijk was hierin een langsdeel aanwezig, maar later werd vooral een dwarsdeel toegepast.
Het woonhuisgedeelte is minder sober uitgevoerd dan op de Brabantse zandgronden het geval is, aangezien het de boeren in het rivierenland economisch beter ging. Typerend is de symmetrisch uitgevoerde voorgevel en het zadeldak met een klein wolfseinde aan de voorzijde.
Verwant aan de boerderijen van het Altenase dwarsdeeltype zijn de boerderijen van het Langstraattype.